# كاري نيلسون
كاري نيلسون هو منافس ألعاب قوى كندي، ولد في 4 يونيو 1963.

## وصلات خارجية
- كاري نيلسون على موقع الاتحاد الدولي لألعاب القوى (الإنجليزية)
- كاري نيلسون على موقع أوليمبيديا (الإنجليزية)
- كاري نيلسون على موقع اللجنة الأولمبية الكندية (الإنجليزية)
- كاري نيلسون على موقع اتحاد ألعاب الكومنولث (مؤرشف) (الإنجليزية)